# Masahiko Inoha
Masahiko Inoha, född 28 augusti 1985 i Miyazaki prefektur, Japan, är en japansk fotbollsspelare som sedan 2013 spelar för Júbilo Iwata.